# Sechs Kies
Зекс Кис (нем. Sechs Kies, кор. 젝스키스) је четворочлана јужнокорејска група настала 1997. године. Припадају првој генерацији корејских идола и једни су од првих веома успешних корејских бој бендова. Оригинално шесточлани бенд, тренутно се састојe од четири члана: Ун Ђивон, Ли Ђеђин, Ким Џедок и Џанг Сувон. 
Расформирали су се 20. маја 2000. али су се поново оформили 14. априла 2016. кроз програм Infinite Challenge. 10. маја потписали су уговор са YG Entertainment-ом. 

## Историја

### Пре дебија
Оригинални план DaeSung Entertainment-а, данас DNP Media, је био да дебитују Ун Ђивона и Канг Сонгхуна као дует, али услед успеха групе H.O.T из SM Entertainment-а, одлучују да оформе шесточлану групу. Ли Ђеђин и Ким Џедок су били чланови денс групе Quicksilver у родном Бусану и по препоруци Ли Џуна, директора компаније под којом су били, Ли Хојон, тадашњи директор DaeSung Entertainment-а, је прихватио да их убаци у групу. Канг Сонгхун је првобитно одбио да буде члан групе, а да би га задржао Ли Хојон му је дао право на вето и самим тим су преостала четворица чланова одабрани уз Канг Сонгхунову дозволу.

### 1997: Деби,School AnthemиWelcome to the Sechskies Land
Зекс Кис су дебитовали 15. априла 1997. године на KMTV Show! Music Tank музичком програму са синглом "School Anthem (학원별곡)." Албум под називом "School Anthem" избацују 15. маја. Неколико песама са албума су биле веома популарне попут "The Way This Guy Lives (Live or Die by Style) (사나이 가는 길 (폼生폼死)" и "Remember Me." Рапортирано је да се продало преко 1.800.000 примерака овог албума, али услед тендеције DaeSung Entertainment-а да смањује званичне цифре и немогућности да се провери званичан број продатих физичких копија албума пре септембра 1998. ова цифра не може да се званично потврди. 
Други албум, "Welcome to the Sechskies Land" објављују 1. новембра, на којем се налази 20 песама креираних око имагинарног забавног парка Sechskies Land. Промовисали су албум са синглом "Chivalry (기사도)" са којим су на SBS Inkigayo музучком прогаму освојили прву музичку награду. 
Зекс Кис освојили многобројне награде као новалјије, укључујући грен при бонгсанг на 12th Korea Visual and Records-у, награду за нову групу на KMTV Korean Music Awards-у, бонгсанг на Сеулским Музичким Награда, бонгсанг на KBS Музичким Наградама, као и награду за Топ 10 уметника на MBC и SBS Музичким наградама.
21. децембра су одржали први концерт и то у Сеђонг Центру за Сценске Уметности, и тиме постали прва денс група која је одржала концерт на тој локацији. Све карте су наводно распродате за пет сати.

### 1998: Даља популарност,Road FighterиSpecial Album
Марта 1998. године постају прва идол група која избацује сопствени филм, зван Seventeen. Као саундтрек за филм избацују албум под називом "Special Album" који су промовисали по музичким програмима са песмом "Couple (커플)." 5. маја су наступали пред тадашњим председником Ким Деђунгом у Плавој кући ради прославе Дана деце.
15. јула објављују трећи албум под називом "Road Fighter". Ун Ђивон је био један од продуцената на том албуму, и под његовим утицајем је албум имао елементе електронске музике и хип-хопа. Освојили су многобројне награде на недељним музичким програмима са песмама "Road Fighter" и "Reckless Love (무모한 사랑)." 
Услед огромног успеха песме "Couple (커플)" освајају десанг на 9. Сеулским Музичким Наградама, као и многобројне друге награде попут Награде за Популарност на MBC  и KMTV Korean Music Awards и награду за уметника године на SBS Музичким наградама.

### 1999:Com' Back
Током фебруара су били на турнеји по Јужној Кореји, а 5. априла објављују први DVD са концерта, снимљеног 25. фебруара.
9. септембра објављују четврти албум "Com' Back." 30. новембра учествују на Првом корејско-кинеском музичком фестивалу. 5. децембра наступају у Северној Кореји, као једна од првих група које су наступале тамо.

### 2000: Распад,Blue Note
12. јануара Зекс Кис прослављаљу 1000 дана од настанка групе са фановима. 28. фебурара држе концерт у Олимпијској гимнастичкој арени.
18. маја одржана је изненадна прес конференција где су званично најавили да ће се деформирати. Послдењи наступ им је био на Dream Concert-у 20. маја. 31. маја објављују компилациони албум "Blue Note" као опроштајни албум.
Након распада, чланови су отишли својим путем. Ун Ђивон је објавио неколико хип-хоп албума и био стални члан неколицине забавних програма попут Show Me The Money сезоне 1 и 2, 1 Night 2 Days и New Journey To the West. Канг Сонгхун објављује неколико R&B албума, и инвестирао је у неколико пројеката везаних за музичку индустрију али је имао проблема са законом, које је годинама решавао. Ли Ђеђин је објавио три албума, али, услед мањка популарности, одлази у Јапан да студира сликање; 2011. године скицира чланове Биг Бенга за њихов Special Edition албум. Ким Џедок и Џанг Сувон заједно оснивају групу J-Walk. Ко Ђијонг је глумио у неколико телевизијских драма, али се убрзо повукао са сцене и почео сопствени бизнис. 2008. Ун Ђибон је рекао да није видео Ко Ђијонга откако се група распала.

### 2016: Поновно састављање, "Three Words" и2016 Re-ALBUM
Зекс Кис се поново састају кроз програм Infinite Challenge, и склапају уговор са YG Entertainment-ом. Ко Ђијонг једини не потписује уговор. Канг Сонгхун и Ли Ђеђин потписују појединачне посебне уговоре. Карте за концерте заказане за 10. и 11. септембра су биле распродате за пет минута.
7. октобра објављују дигитални сингл "Three Words (세 단어)" који се нашао на врху свих осам великих музичких чартова у Јужној Кореји.
Нови албум под називом 2016 Re-ALBUM објављен је 1. децембра, и садржи обраде 10 песама Зекс Киса, као и песму "Three Words (세 단어)." Прву турнеју након састављања држе од 10. септембра до 22. јануара 2017. године, под називом "Yellow Note."

### 2017:The 20th AnniversaryиAnother Light
Албум "The 20th Anniversary" објављују 28. априла 2017. Песма са албума, "Be Well (아프지 마요)", се нашла на првом месту многобројних музичких чартова.
19. јула дебитују на јапанском тржишту са јапанским верзијама песама "Be Well (아프지 마요)," "Sad Song (슬픈 노래)," and "Three Words (세 단어)." 
Дугоочекивани пети албум, "Another Light", објављују 21. септембра. Албум се нашао на 10. месту на Billboard World албумском чарту, као и на 10. месту Гаон октобарског албумског чарта. Сингл са албума, "Something Special (특별해)", био је на првом месту Гаон BGM чарта шест узастопних недеља.

### 2018-2019:Sechskies Eighteen,одлазак Сонгхуна, нови албум
17. јануара YG Entertainment објављује да су званично регистровали име "Sechs Kies" под KIPRIS-ом, и тиме обезбедили да сви чланови бенда имају право на име Зекс Кис, што је раније био проблем због њихове бивше компаније, DaeSung Entertainment.
Крајем 2017. је био најављен документарац о Зекс Кису и припреми њуховог албума "Another Light", чија је премијера била 18. јануара 2018. Према KOFIC-у, до 25. марта је продато преко 50.000 карата. 
28. маја, након што су фанови инсистирали (Sechs Kies dcinside fan gallery), YG Entertainment склања Ко Ђијонга са профила групе.
Након што је 2018. Канг Сонгхун отказао фенмитинг у Тајвану, контроверзе везане за његовог бившег менаџера, као и услед лошег руковођења фан клубом, Сонгхун је најавио 1. јануара 2019. да ће напустити Зекс Кис и YG Entertainment.
14. новембра потврђено је од стране YG Entertainment-а да Зекс Кис спремају нови албум као четворочлана група, али да тачан датум још није одређен.

## Чланови
| Име          | Име    | Позиција               | Датум рођења   |
| Романизација | Хангул | Позиција               | Датум рођења   |
| ------------ | ------ | ---------------------- | -------------- |
| Eun Jiwon    | 은지원 | вођа групе, реп, вокал | 8. јун 1978.   |
| Lee Jaijin   | 이재진 | реп                    | 13. јул 1979.  |
| Kim Jaeduck  | 김재덕 | реп                    | 7. авуст 1979. |
| Jang Suwon   | 장수원 | вокал                  | 16. јул 1980.  |

| Име           | Име    | Позиција     | Датум рођења      |
| Романизација  | Хангул | Позиција     | Датум рођења      |
| ------------- | ------ | ------------ | ----------------- |
| Kang Sunghoon | 강성훈 | главни вокал | 22. фебруар 1980. |
| Ko Jiyong     | 고지용 | вокал        | 1. јул 1980.      |

## Дискографија
- School Anthem (학원별곡) (1997)
- Welcome to SechsKies Land (1997)
- Road Fighter (1998)
- Special Album (1998)
- Com'Back (1999)
- Another Light (2017)